# Alpinizam
Alpinizam je kompleks aktivnosti koje se u suštini svode na kretanja nepristupačnim i neuređenim planinskim predjelima i stijenama isključivo iz "športskih" (u smislu stila, brzine i dosega), estetskih i kontemplacijskih tj. duhovnih potreba.

## Povijest
Naziv se počeo uvoditi pošto su se Michel-Gabriel Paccard i Jacques Balmat 1787. uspeli na Mont Blanc. Športska je disciplina (i na umjetnim liticama, u dvorani). Rašireno je i tzv. slobodno penjanje – samo snagom i vještinom.

## Vanjske poveznice

### Sestrinski projekti
|  | Zajednički poslužitelj ima stranicu o temi Alpinizam    |
|  | Zajednički poslužitelj ima još gradiva o temi Alpinizam |